# ملولة (بني سنوس)
ملولة هي إحدى مشيخات المملكة المغربية، تتبع جغرافيا لإقليم تاونات وإداريًا لبني سنوس. يقدر عدد سكانها بـ 5200 نسمة حسب الإحصاء الرسمي للسكان والسكنى لسنة 2004.